# Protiv pravil
Protiv pravil è il quarto album prodotto dal cantante russo Dima Bilan.

## Tracce
| #  | Titolo              | Scritto in Latino  | Traduzione                 | Durata |
| -- | ------------------- | ------------------ | -------------------------- | ------ |
| 1  | «Против правил»     | Protiv pravil      | Contro Le Regole           | 3:28   |
| 2  | «Как раньше»        | Kak ranshe         | Come in precedenza         | 4:53   |
| 3  | «Я твой номер один» | Ya tvoy nomer odin | Sono il tuo fan Numero Uno | 3:09   |
| 4  | «Всё в твоих руках» | Vsyo v tvoih rukah | Tutto è nelle vostre mani  | 3:17   |
| 5  | «Тоска»             | Toska              | Malinconia                 | 3:45   |
| 6  | «Горе-зима»         | Gore-zima          | Inverno                    | 4:24   |
| 7  | «Мир»               | Mir                | Mondo                      | 3:27   |
| 8  | «Берега (Небеса)»   | Berega (Nebesa)    | Costa (Cielo)              | 3:51   |
| 9  | «Космос»            | Kosmos             | Spazio                     | 3:51   |
| 10 | «Ртуть»             | Rtut               | Mercurio                   | 3:24   |
| 11 | «Believe»           |                    | Crederci                   | 3:54   |
| 12 | «Secreto»           |                    | Secret                     | 3:18   |
| 13 | «Porque aún te amo» |                    | Perché ti amo Ancora       | 3:30   |
| 14 | «Number one fan»    |                    | Sono il tuo fan Numero Uno | 3:10   |